# Швецов, Петр Михайлович
Пётр Михайлович Швецов (1970, Ленинград) — российский художник.

## Биография
Окончил Среднюю художественную школу при Академии художеств.
Входит в художественное объединение НИИ PARAZIT (Санкт-Петербург).
В начале 1990-х годов Петр Швецов работал в Англии и Дании, в 2004—2005 годах — в Финляндии.

## Работы находятся в собраниях
- Государственный Русский музей, Санкт-Петербург.
- Российская Национальная библиотека, Санкт-Петербург.
- Британская библиотека, Лондон, Великобритания.
- Берлинская государственная библиотека, Берлин, Германия.
- Нью-Йоркская публичная библиотека, Нью-Йорк, США.
- Институт современной русской культуры, Лос-Анджелес, Калифорния.

## Персональные выставки
- 2008 — «Птичник». Галерея НоМИ, Санкт-Петербург[1][2].
- 2008 — «Женский вопрос». Галерея «Сельская жизнь», Санкт-Петербург.
- 2007 — «Новая живопись. Нора барсука». Галерея «Белка и Стрелка», Санкт-Петербург[3].
- 2007 — «Живое и мертвое». Галерея «Анна Нова», Санкт-Петербург[4].
- 2007 — «Забор». Галерея «Navicula Artis», Санкт-Петербург[5].
- 2006 — «52 минуты». Галерейный проект «Невская башня», Санкт-Петербург.
- 2006 — «Цусима». Государственный музей истории, Санкт-Петербург.
- 2006 — «Голова архитектора». Екатеринбургский филиал Государственного центра современного искусства, Екатеринбург.
- 2005 — Видеоинсталляция «Цусима». Галерея Navicula artis, Санкт-Петербург.
- 2005 — «Голова архитектора». Галерея Anna Nova, Санкт-Петербург.
- 2004 — «Теневое пространство». Молодёжный центр Государственного Эрмитажа, Санкт-Петербург.
- 2004 — Columbarium. Институт Pro Arte и музей Геологоразведки им. Чернышева, Санкт-Петербург.
- 2003 — «Аэропланы». Галерея Navicula Artis, Санкт-Петербург.
- 2002 — «Avions». Галерея Le Garage, Лорг, Франция.
- 2001 — «Абстрактные». Британский Совет, Санкт-Петербург.
- 2000 — «Бои без правил» (совм. с Михаилом Гавричковым). Галерея Национальный центр, Санкт-Петербург.